# Louise Brough
Louise Brough (ur. 11 marca 1923 w Oklahoma City, zm. 3 lutego 2014 w Vista) – amerykańska tenisistka.
4-krotna mistrzyni Wimbledonu w grze pojedynczej (1948, 1949, 1950, 1955), mistrzyni USA w grze pojedynczej (1947); razem z Margaret Osborne DuPont tworzyła jedną z najlepszych w historii par deblowych, zwyciężając w mistrzostwach USA (1942–1950 i 1955–1957), na Wimbledonie (1946, 1948–1950 i 1954) i mistrzostwach Francji (1946, 1947 i 1949); odnosiła także zwycięstwa wielkoszlemowe w grze mieszanej (mistrzostwa USA, 1942 i 1947-1949; Wimbledon, 1946-1948 i 1950). W latach 1946–1957 pozostawała niepokonana w Pucharze Wightman (22 wygrane pojedynki). Zakończyła karierę w 1958 po wyjściu za mąż, pozostała jednak przy tenisie jako trenerka młodzieży.